# Памятник Пушкину (Апатиты)
Памятник А. С. Пушкину — памятник выдающемуся русскому поэту Александру Сергеевичу Пушкину в городе Апатиты. Расположен в сквере им. А. С. Пушкина на пересечении улицы Пушкина и улицы Дзержинского.

## История
Памятник городу подарил уроженец Апатитов, тележурналист, шоумен Андрей Николаевич Малахов. Им также была оплачена транспортировка памятника из Москвы до Апатитов.
Памятник Александру Сергеевичу Пушкину установлен 17 ноября 2017 года.
Торжественное открытие состоялось 8 декабря при участии телеведущего Андрея Малахова.

## Описание
Создателем памятника является Зураб Церетели, известный скульптор и живописец, президент Российской академии художеств.
Высота памятника с постаментом составляет 2,75 метра. Памятник представляет собой фигуру Пушкина, сидящего на лавочке. Установлен на постаменте чёрного цвета.